# مک‌لارن سولوس جی‌تی

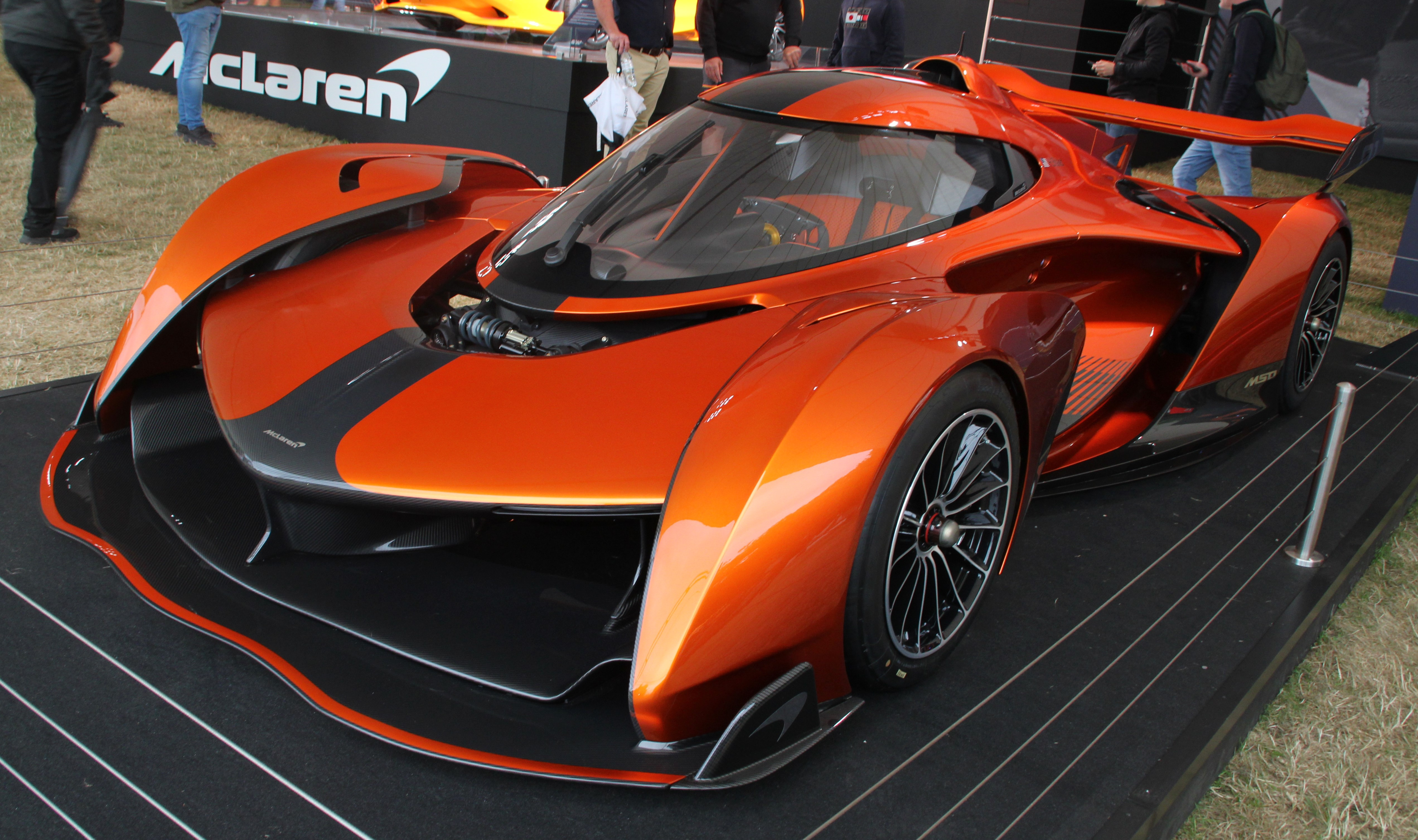

مک‌لارن سولوس جی‌تی (به انگلیسی: McLaren Solus GT) یک خودروی اسپورت موتور وسط با تولید محدود است که توسط خودروسازی مک‌لارن تولید می‌شود. این خودرو ششمین محصول در سری آلتیمیت مک‌لارن است که به مک‌لارن اف۱، مک‌لارن پی۱، مک‌لارن سنا، مک‌لارن اسپیدتیل و مک‌لارن الوا می‌پیوندد. این خودرو بر اساس مفهوم ویژن گرن توریسمو ۲۰۱۷ است که در بازی سونی اینتراکتیو انترتینمنت گرن توریسمو اسپورت ظاهر شد. این خودرو به‌گونه‌ای طراحی شده است که «تجلی بی‌نظیری از درگیری رانندگی در پیست» باشد و به ۲۵ دستگاه محدود می‌شود که همه آن‌ها با صندلی قالب‌گیری شده سفارشی، لباس مسابقه مطابق با فیا، کلاه ایمنی و HANS (سر و گردن) سفارشی عرضه می‌شوند.